# Abrams Lake Mobile Estates
Abrams Lake Mobile Estates es un área no incorporada ubicada en el condado de Siskiyou en el estado estadounidense de California.

## Geografía
Abrams Lake Mobile Estates se encuentra ubicada en las coordenadas 41°20′17″N 122°21′19″O / 41.33806, -122.35528.